# Callionymus scaber
Callionymus scaber là một loài cá biển thuộc chi Callionymus trong họ Cá đàn lia. Loài này được mô tả lần đầu tiên vào năm 1926.

## Phân bố và môi trường sống
C. scaber có phạm vi phân bố ở Tây Thái Bình Dương. Loài này được biết đến từ đông nam bang Queensland trải rộng khắp bang New South Wales (Úc), tại biển San Hô, quần đảo Chesterfield và đảo Lord Howe. C. scaber sống trên đáy cát và bùn, được tìm thấy ở độ sâu khoảng từ 47 đến 115 m.

## Mô tả
Chiều dài tối đa được ghi nhận ở C. scaber là khoảng 20 cm. C. scaber là loài dị hình giới tính. Màu sắc của các tiêu bản (cá đực và cá cái) đã được ngâm trong rượu: Cơ thể có màu xám nhạt đến màu nâu xám với rải rác các đốm trắng và nâu. Hai bên cơ thể ở con đực có một hàng đốm nâu nằm dưới đường bên. Đầu màu nâu xám, có những đốm nhỏ màu nâu sẫm bên dưới mắt. Phần ngực của cá đực màu nâu sẫm với một đốm đen ở giữa; vùng ngực cá cái có màu nâu sẫm trơn. Vây lưng thứ nhất ở con đực màu đen, có những vệt trắng xiên; ở cá cái có màu nâu xám với một đốm đen lớn bao quanh gai thứ 3. Dải đen ở sát rìa vây hậu môn (dải đen cá đực dày hơn cá cái). Rìa dưới của đuôi có màu đen; phía trên có các hàng đốm màu nâu sẫm. Vây ngực trắng nhạt, nửa trên có hàng đốm đen nhỏ. Vây bụng có đốm màu nâu xám.
Số gai ở vây lưng: 4; Số tia vây mềm ở vây lưng: 9; Số gai ở vây hậu môn: 0; Số tia vây mềm ở vây hậu môn: 8; Số tia vây mềm ở vây ngực: 18 - 20; Số gai ở vây bụng: 1; Số tia vây mềm ở vây bụng: 5.